# Arijon Ibrahimović
Arijon Ibrahimović – em albanês, Arijon Ibrahimi (Nuremberga, 11 de dezembro de 2005) é um futebolista alemão de ascendência albanesa que joga como ponta ou meia-atacante. Atualmente defende o Heidenheim, emprestado pelo Bayern de Munique.

## Vida pessoal
Seus pais são albaneses do Kosovo originários da cidade de Prizren, e seu irmão mais velho, Leonard, é também jogador de futebol. Embora possua o mesmo sobrenome que o ex-atacante sueco Zlatan Ibrahimović, ambos não possuem nenhum parentesco.

## Carreira em clubes
Descoberto no Tuspo Nürnberg, jogou ainda pelas categorias de base de Greuther Fürth e Nürnberg até 2018, quando foi para o Bayern de Munique. Suas habilidades fizeram com que ele atuasse pelo time Sub-17 aos 14 anos e pela equipe Sub-19 aos 16. Durante a pré-temporada, chegou a treinar com o elenco principal do Bayern antes do início da temporada 2021–22, e em setembro de 2022 foi eleito um dos melhores jogadores de futebol nascidos em 2005 pelo jornal inglês The Guardian, passando a atuar pela equipe B.
Em janeiro de 2023, fez sua estreia pelo Bayern em um amistoso contra o Red Bull Salzburg, juntamente com outros 4 jogadores da base (Johannes Schenk, Tarek Buchmann, Yusuf Kabadayı e Lovro Zvonarek), entrando no lugar de Jamal Musiala e marcando o segundo gol dos bávaros na partida, que terminaria empatada em 4 a 4. 4 dias depois, renovou seu contrato e foi promovido ao elenco principal, disputando seu primeiro jogo oficial em fevereiro, substituindo Leroy Sané aos 32 minutos do segundo tempo na vitória por 3 a 0 sobre o Bochum, tornando-se o segundo jogador mais jovem a atuar pelo Bayern.
Em setembro do mesmo ano, foi emprestado ao Frosinone, recém-promovido à Série A italiana, com opção de compra ao final do período. Ele marcou seu primeiro gol como profissional na vitória por 2 a 1 sobre o Torino, em novembro, e também balançou as redes em outra vitória pelo mesmo placar, desta vez sobre o Empoli, pela Série A. Ibrahimović atuou em outras 16 partidas pelos Canarini, que terminariam rebaixados para a segunda divisão.
Reintegrado ao elenco do Bayern, o meia-atacante renovou o contrato por mais 2 temporadas e fez sua estreia na Liga dos Campeões da UEFA em dezembro, substituindo Thomas Müller na vitória por 5 a 1 sobre o Shakhtar Donetsk, pela sexta rodada da fase de liga da competição.
Após jogar mais uma partida pelo time principal do Bayern e outras 4 com o time reserva, Ibrahimović foi emprestado para a Lazio até o final da temporada, com opção de compra.

## Carreira internacional
Desde 2020, é convocado para as seleções de base da Alemanha, com destaque para a categoria Sub-17, onde atuou em 13 jogos e marcou 9 gols. Além da Nationalelf, é elegível para representar Albânia e Kosovo em nível profissional.

## Estilo de jogo
Ibrahimović é um meio-campista Box-to-box com habilidades na defesa ou no ataque, sendo comparado com Leon Goretzka no estilo de jogo.

## Estatísticas
- Atualizado até Partidas disputadas até 10 de dezembro de 2024[18]

| Clube                  | Temporada | Liga                | Liga  | Liga | Copa Nacional | Copa Nacional | Europa | Europa | Total | Total |
| Clube                  | Temporada | Divisão             | Jogos | Gols | Jogos         | Gols          | Jogos  | Gols   | Jogos | Gols  |
| ---------------------- | --------- | ------------------- | ----- | ---- | ------------- | ------------- | ------ | ------ | ----- | ----- |
| Bayern de Munique      | 2022–23   | Bundesliga          | 1     | 0    | 0             | 0             | 0      | 0      | 1     | 0     |
| Bayern de Munique      | [[2023–24 | Bundesliga          | 0     | 0    | 0             | 0             | 0      | 0      | 0     | 0     |
| Bayern de Munique      | 2024–25   | Bundesliga          | 1     | 0    | 1             | 0             | 1      | 0      | 3     | 0     |
| Bayern de Munique      | Total     | Total               | 2     | 0    | 1             | 0             | 1      | 0      | 4     | 0     |
| Bayern II              | 2022–23   | Regionalliga Bayern | 9     | 3    | —             | —             | —      | —      | 9     | 3     |
| Bayern II              | 2023–24   | Regionalliga Bayern | 2     | 1    | —             | —             | —      | —      | 2     | 1     |
| Bayern II              | 2024–25   | Regionalliga Bayern | 4     | 2    | —             | —             | —      | —      | 4     | 2     |
| Bayern II              | Total     | Total               | 15    | 6    | —             | —             | —      | —      | 15    | 6     |
| Frosinone (empréstimo) | 2023–24   | Série A             | 16    | 1    | 2             | 1             | —      | —      | 18    | 2     |
| Total                  | Total     | Total               | 33    | 7    | 3             | 1             | 1      | 0      | 37    | 8     |

1. ↑  Inclui as Copas da Itália e da Alemanha
2. ↑  Jogos pela Liga dos Campeões da UEFA

## Títulos
Bayern de Munique
- Bundesliga: 2022–23[19]